# Massaranduba (Santa Catarina)
Massaranduba is een gemeente in de Braziliaanse deelstaat Santa Catarina. De gemeente telt 14.500 inwoners (schatting 2009).